# Wallyball

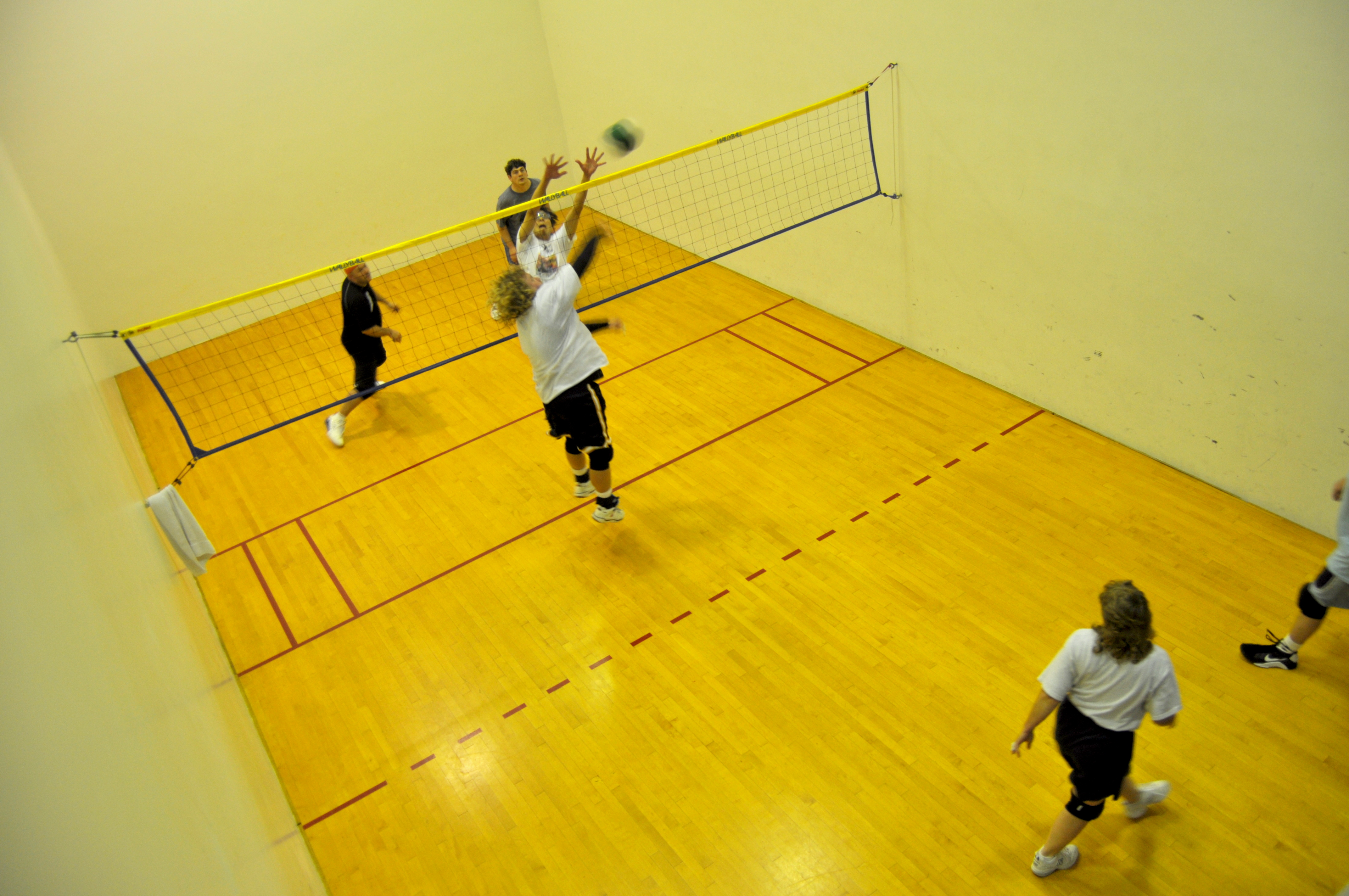
Le Wallyball

Le wallyball (connu à certains endroits sous le nom de volley-ball à rebond) est un sport rapide qui ressemble au volley-ball joué sur un terrain de racquetball, où il est autorisé de frapper la balle hors des murs.
Le mot "wallyball" est un mot-valise du mot anglais wall et "volleyball".

## Nombre de joueurs
Le nombre de joueurs d'un côté peut varier de deux à six. L'American Wallyball Association autorise les équipes de deux, trois ou quatre joueurs, tandis que le Wallyball Information Network autorise également les équipes de cinq et six joueurs.

## Terrain
Les dimensions sont celles d'un terrain de squash qui mesure 12m de long, 6m de large et 6m de haut. Une ligne médiane divise le terrain en deux. Le filet est suspendu au-dessus de la ligne médiane, traversant toute la largeur du terrain. Le filet mesure 1m de haut et est suspendu à 2,5m au-dessus du sol pour les matchs de wallyball masculins et 2,3m au-dessus du sol pour les femmes.

## Règles
Les règles sont semblables à celles du volley-ball. Les joueurs tournent dans le sens des aiguilles d'une montre lorsqu'ils prennent la main et changent de serveur. Il y a trois passes maximum avant de rendre la balle à l'adversaire. La différence avec le volley est l'utilisation des murs pour faire rebondir le ballon. Le but est de faire tomber le ballon de l'autre côté du filet sans que l'adversaire ne le rattrape. Le premier à 25 points gagne le set, et il faut 2 sets pour remporter le match.

### Temps morts
Deux temps morts de 30 secondes chacun sont autorisés. Si le temps mort est dépassé, une pénalité est donnée pouvant aller d'un point à la perte du match.

### Hors limite
Pendant le service, la balle peut toucher un mur latéral de chaque côté du filet. Il ne peut pas heurter le mur du fond ou deux murs. Le ballon ne peut pas non plus toucher le plafond lorsqu'il traverse le filet. Il en est de même lors de la volée. La balle peut toucher n'importe quel nombre de murs, y compris le mur du fond et le plafond au cours de vos trois coups de votre côté. Une fois que le ballon a traversé le filet, il doit respecter le mur unique, aucune exigence de plafond, sinon il est considéré comme hors limites. Si vous avez touché un mur de votre côté, le ballon ne peut pas en toucher un autre après être passé par-dessus le filet.